# نادي شبرا الخيمة
نادي شبرا الخيمة الرياضي هو نادي رياضي مصري يقع بشبرا الخيمة، تأسس النادي تحت أسم نادي البلاستيك وشارك في الدوري المصري الممتاز لعدة سنوات في السبعينات والثمانينات .
في 4 ديسمبر 2008 صدر قرار بتحويل النادي ملكا لمحافظة القليوبية تحت مسمي نادي شبر الخيمة الرياضي وفتح باب العضويات لمن تنطبق عليهم الشروط.